# Vochysia divergens
Vochysia divergens är en tvåhjärtbladig växtart som beskrevs av Johann Baptist Emanuel Pohl. Vochysia divergens ingår i släktet Vochysia och familjen Vochysiaceae. Inga underarter finns listade i Catalogue of Life.